# アカエム
アカエムとは、株式会社ルーセントが製造・販売をするソフトテニスボール。日本ソフトテニス連盟・国際ソフトテニス連盟の公認球として認められている。

## 歴史
坪井玄道（体操伝習所主任教員）の委嘱により前身である三田土ゴムが1890年（明治23年）にゴムボールの研究、製造を開始。1900年に完成をみる。1908年には特許を取得している
アカエムの赤Mのロゴは三田土ゴムの頭文字であるＭが元になっている。

## ボールの種類

### 公認球
日本ソフトテニス連盟、国際ソフトテニス連盟の大会や試合で使われるボールは以下のカラーとなっている。
- ホワイト
- イエロー

### 公認規格球
- ピーチレッド

### 練習球
サイズと重量は公認球、公認規格球と同じだがロゴが青色になっているため通称アオエムと呼ばれることがある。公認球の試験で規格に収まらなかったものが練習球となる。主にブレの程度の試験でバウンドの質は公認球、公式規格球と変わらない。練習球には以下のカラーがある。
- ホワイト
- イエロー
- ピーチレッド

### ジュニア練習球（軽量練習球）
公認球、公式規格球、練習球の重量が30グラム～31グラムに対して、27グラム～29グラムとなっている。そのため軽量練習球としても使うことができる。ロゴは赤色。

### 重量練習球
トレーニング用の重量練習球。赤のロゴの「М」が2つ重なっている。公認球、公式規格球、練習球の重量が30グラム～31グラムに対して、32グラム～34グラムとなっている。

### 回転ボール
サイズ、重量は公認規格球と同じ。ホワイトカラーのボールにピーチレッドのラインが入っており、ボールの回転が可視化できる仕様となっている。ロゴは赤色。